# Elena Libera
Elena Libera (Milano, 28 settembre 1917 – Parigi, 8 marzo 2012) è stata una schermitrice italiana, specializzata nel fioretto. Ha vinto una medaglia di bronzo ai Campionati mondiali di scherma.

## Palmarès
In carriera ha ottenuto i seguenti risultati:

### Mondiali
Individuale
A squadre
- Bronzo nel fioretto a Lisbona 1947